# 사이키 쿠스오의 재난
《사이키 쿠스오의 재난》(일본어: 斉木楠雄のΨ難)은 「주간 소년 점프」에서 연재된 일본의 작가 아소 슈이치가 그린 만화로 보통 사람이 되고 싶지만, 마음만 먹으면 3일 만에 인류를 멸망시킬 수 있는 초능력자인 사이키 쿠스오가 사립 PK 고등학교로 전학을 가게 되고, 독특한 동급생들과 얽히면서 일어나는 일을 그린 학원 개그 만화이다. 2011년 주간 소년 점프 22호부터 50호까지 7회 비정기 연재되었고 2012년 5월 주간 소년 점프 24호부터 2018년 3월 주간 소년 점프 13호까지 6년 동안 연재되어 총 단행본 26권으로 완결되었다.

## 주요 내용
날때부터 초능력이라고 불릴만한 능력은 모조리 지니고 태어난 남자 사이키 쿠스오. 덕분에 그는 세상 살아가는 재미를 알아가기는커녕 오히려 평범한 척 하느라 스트레스가 쌓여가고 있었다. 그래서 너무 완벽하지도 않고 평균이하도 아닌 적당히 중간을 유지하면서 평화로운 일상을 보내고 있었지만 그 일상은 곧 초능력도 안 통할 정도로 머릿속이 텅 빈 바보 넨도 리키와 증세가 심각한 중2병 카이도 슌, 쿠스오를 짝사랑하는 여학생들까지 나타나게 되면서 피곤해지기 시작했다.

### WJ 단편
고교 1학년생인 사이키 쿠스오는 우연히 학교 최고의 바보인 넨도 리키와 중2병 환자인 카이도 슌과 붙어다니게 된다. 게다가 그의 초능력을 일류전으로 착각한 쵸우노 우료쿠는 사이키를 스승으로 모시게 된다.

## 등장인물

### 주요인물
- 담당 성우는 텔레비전 애니메이션 / VOMIC・FLASH 애니메이션 순으로 기재됨.

사이키 쿠스오 (斉木 楠雄)
성우: 카미야 히로시 / 아사누마 신타로 (아역 - 타나카 아이미) 애칭: 쿠짱, 쿠스오, 파트너, 사이키, 사이키 씨, 사이키 님, 사이키 군, 쿠스에몽, 스승님, 사이다맨 2호, 변태안경, 안경거지
작품의 주인공. 태어나면서부터 초능력이라고 불릴만한 능력은 모조리 지닌 채로 태어났으며 덕분에 성장 속도도 남들보다 10배는 빨랐다. 자신이 초능력자라는 사실을 아는 건 가족과 주위사람들 몇몇 정도. 그외에 사람들에겐 철저히 숨기고 있다. 워낙에 많은 능력을 소유하고 있다보니 그 위력은 지구를 사흘만에 멸망시켜버릴 정도이며 본인 스스로도 주체가 되지 않아 자고 있는 사이 무의식적으로 능력을 사용하고 다닐 정도. 그래서 항상 헤어핀으로 보이게 하는 제어장치를 머리에 착용하고 다니고 있지만 가끔 강력한 능력을 써야할때는 제어장치를 한개 빼고 쓸때가 있다. 물론 강력한 능력을 쓰고나면 곧바로 다시 제어장치를 착용한다.
능력때문에 튀어보이는걸 굉장히 싫어해서 '튀지 않고 조용히 지내자'는 철학을 만들어 너무 완벽하지도 너무 평균이하도 아닌 적당한 중간을 유지하며 최대한 눈에 안띄는 학교생활을 하려고 했지만 머릿속이 텅빈 바보 남학생 넨도 리키와 나이값 못하는 철없는 중2병 환자 카이도 슌, 여기에 자신을 짝사랑하는 두 여학생 테루하시 코코미와 유메하라 치요까지 나타나면서 적당한 중간을 유지하려는 학교생활은 무너지기 시작했다.
한번은 변신능력을 써서 (사이키 쿠스코(斉木 楠子)라는 가명으로 여자로 변한적도 있고 사이(サイ)라는 고양이로 변한적도 있다.
넨도 리키 (燃堂 力)
성우: 오노 다이스케 / 미야케 켄타 애칭: 넨도, 넨도 군, 리키, 턱거지
사이키와 같은반 남학생. 우락부락한 덩치와 염색한 모히칸 스타일, 눈에 난 칼자국 등 소년만화에 나오는 전형적일 일진 같지만 실상은 아무생각없이 골이 비어있는 운동바보. 생각 자체를 안하는지라 초능력으로도 속내를 알 수 없어서 세상 무서울것이 없는 사이키가 '무서운 남자'라고 칭하며 경계대상 1호로 삼는다. 사이키를 자기 마음대로 친구라고 여기며 파트너라고 부르면서 친한척을 하지만 당연히 사이키는 이런 그를 철저하게 무시한다. 하지만 아주 가끔은 츤데레 면모가 발동해 그를 도와주거나 그의 장난에 장단을 맞춰주기도 한다. 턱이 엉덩이마냥 두갈래로 갈라진 것이 특징.
카이도 슌 (海藤 瞬)
성우 목소리 - 시마자키 노부나가 / 에구치 타쿠야 애칭: 카이도, 카이도 군, 슌
고등학생이나 됐음에도 나이가 의심될정도로 증세가 심각한 중2병 환자. 툭하면 공상으로 만들어낸 '다크 리유니온(ダークリユニオン)'이라는 수수께끼의 조직을 들먹이며 음모론을 늘어놓고 정말 만화 주인공들이나 할법한 손발 오글거리는 대사를 아무렇지도 않게 말하고 다니는 어린아이 수준의 정신연령을 가진 남학생. 게다가 손에는 만화속 터프가이들처럼 붕대까지 감고 있었다. 넨도와 마찬가지로 사이키를 마음대로 자기 친구라고 생각하고 있다. 운동신경이 정말 평균이하다. 오키나와로 수학여행을 떠났을 때 불량배들에게 둘러싸인 유메하라를 보고는 4차원 기믹과 정의감이 발동해 그녀를 구해줬고 이 일로 그녀의 짝사랑 상대가 되지만 전혀 모르고 있다. 쿠보야스하고는 불량배 소동을 계기로 서로를 이름으로 부를만큼 가까워졌다.
테루하시 코코미 (照橋 心美) 애칭: 테루하시 양, 코코미, 코코미짱, 코코미 선배
성우: 카야노 아이 / 아스미 카나
PK학원을 대표하는 얼짱소녀, 그 인기는 연예인들한테나 있는 팬클럽(코코밍즈)까지 생길 정도. 그녀의 미모를 반한 남자들은 하나같이 '어흑'이라는 소리를 내며 본인도 자기 미모를 인정하는 지라 가끔은 미인계를 이용할때도 있다. 하지만 유독 자신에게 아무런 관심을 보이지 않는 쿠스오를 보자 쓸데없는 자존심이 폭발해 그의 관심을 끌기위해 수단방법을 총동원하는 사이, 어느새 그에게 첫눈에 반해 짝사랑하기 시작해 어떻게 하면 그와 가까워질수 있는지 또 왜 그가 자신을 싫어하는지 매번 그럴듯한 추리를 해보지만 결론은 항상 시궁창이다. 사이코에게서 구애를 받지만 돈으로 모든걸 해결하는 비인간적인 인성과 쿠스오에 대한 연정때문에 철저하게 거부한다. 쿠스오는 처음엔 이런 그녀를 귀찮아하며 철저하게 피해다녔지만 애니 2기 방영분을 보면 가위바위보로 그녀를 차지하려는 남자들을 모두 응징하는가 하면 그녀가 완벽한 미소녀로 보이기위해 너무 애쓴 나머지 빈혈을 일으키며 쓰러지자 그렇게 싫어하던 공주님 안기를 하면서까지 보건실에 옮겨주는 등 점차 생각이 달라진 모습을 보인다.
유메하라 치요 (夢原 知予)
성우: 타무라 유카리 애칭: 유메하라 양, 치요삐삐, 치요
코코미와 마찬가지로 쿠스오를 좋아하는 여학생. 그래서 그와 안면이 트이고 가까워지기 위해 여러 방법을 총동원해보지만 텔레파시로 이를 궤뚫어본 쿠스오가 초능력으로 상황을 무마시켜버리면서 모두 실패. 아무리 발버둥쳐도 그와 가까워질 기미가 보이지 않자 쿠스오와 자신은 인연이 아닌것 같단 생각에 다른 남학생(시노다 타케루)과 사귀게 된다. 하지만 그와 권태기가 오고나서는 다시 쿠스오를 좋아하게 됐다. 그래서 수학여행때 쿠스오에게 잘보이려는 계획을 세우지만 해변가에서 성희롱을 하며 시비를 걸어오는 깡패들에게서 자신을 필사적으로 보호해주는 카이도를 보고나서는 쿠스오를 완전히 잊고 카이도로 갈아탔다. 그 뒤로는 쿠스오를 그냥 반 친구라고만 여기며 카이도의 호감을 얻기위해 노력한다. 테루하시하고는 연적이 될뻔했지만 짝사랑 노선이 바뀐지라 누구보다도 절친한 친구가 된다. 오라는 작은 하트모양
토리츠카 레이타 (鳥束 零太)
성우: 하나에 나츠키
사이키네 반 전학생. 절집의 아들로써 태어나자마자 유령을 볼 수 있는 시각을 가졌다. 어렸을때는 유령과 사람이 구분되지 않을정도로 유령이 또렷하게 보였고 유령은 인간과는 달리 사람의 손이 닿지 않는다는 어느 할머니 유령의 조언을 듣고나서는 보이는 대로 껴안고 다니다 보니 일찍부터 성에 눈을 떴다. 그래서 여자애들과 엮이기 위해 여자들만 가입할 수 있는 부활동을 기웃거리는가 하면 수호령을 가르쳐주기도 했다. 사실 수호령을 가르쳐주는 건 전학 초반 때 반은 먹혀들어갔지만 워낙 변태였던지라 금세 혐오스러운 인물로 낙인찍혀 기피대상이 됐다.
가족을 제외하고 사이키의 초능력을 알고있는 인물. 같은 능력자로써 능력자의 고충을 어느정도 아는지라 주위에 소문내지는 않았지만 초능력을 배우고 싶어져서 그를 스승님이라고 부르며 초능력을 가르쳐달라고 하지만 초능력을 쓰려는 목적이 자신의 사리사욕임을 알게 된 사이키로부터 초능력의 고충에 대해서만 전해듣고는 단칼에 거절당했다. 이후에는 포기했는지 스승님 소리는 하지 않는다. 유령을 보기 때문에 사이키의 투명화를 궤뚫어볼 수 있다. 얼굴은 잘생긴 편이지만, 얼굴값을 못한다고 한다.
메라 치사토 (目良 千里)
성우: 우치다 마아야 애칭: 메라 양, 메라, 치사토치
소녀가장. 아버지는 빚쟁이들에게 쫓기고 있고 어린 동생들이 셋이나 있었던 탓에 일찍부터 생업전선에 뛰어들었다. 사이키가 커피젤리를 먹기위해 자주 들르는 단골카페에서 아르바이트를 하고있다가 손님으로 온 그와 마주쳤고 아르바이트를 하고있단 사실이 알려지면 학생 신분으로 아르바이트 금지라는 학교 규정상 징계를 받을지도 모르니 비밀로 해달라며 머리를 조아렸고 그녀의 상황을 알게 된 사이키가 마인드 컨트롤 능력으로 우연히 마주친 마츠자키가 학생이 알바하는 건 아무 문제 없다고 말하도록 만들었다. 이후 학교에서도 당당하게 아르바이트를 한다고 말하고 다닌다. 여담으로 하는 알바가 카페 서빙일뿐만이 아니라 아침 신문과 우유배달, 주유소, 중화요리점, 패밀리 레스토랑, 도시락집, 조화 만들기, 베이비 시터, 가정교사까지 학교를 다니고 있는 학생 신분이라고는 믿기지 않을정도로 많다. 더군다나 가난에 찌들어서인지 식탐이 엄청나게 많은 편이다.
사이코 메토리 (才虎 芽斗吏)
성우: 마츠카제 마사야
재벌집 사이코 가의 아들. 개인 제트기를 소유하고 있고 집크기가 학교크기와 맞먹으며 장식물들 가격만 해도 700억엔(한화 약 7000억원) 정도하며 화장실 크기도 15평이나 될 정도. 하지만 너무도 화려하고 부족함없는 집안에서 자란탓에 돈이면 뭐든 다된다는 삐뚤어진 사고방식을 가지고 있으며 동급 남학생들을 '거지'라고 부르며 철저하게 무시한다. 코코미를 보고 첫눈에 반한 뒤 그녀의 학교를 알아내 전학왔으며 열렬하게 자신의 아내가 되어달라고 구애하기 시작한다. 그녀가 거부하자 그녀는 물론이고 주위사람들까지 모두 돈으로 압박하기 시작하지만 그녀의 철저한 거부와 코코밍즈의 자택난입으로 실패로 돌아갔다. 이후에도 돈으로 사람을 매수하는 일은 계속되었지만 모두 실패했다. 이를 보면 선민사상 찌든 인간으로 밖에 보이지 않으나 쿠스오 일행과 얽히는 횟수가 빈번해질수록 점차 세상은 돈이 전부가 아니라는 걸 알게된다.
쿠보야스 아렌 (窪谷須 亜蓮)
성우: 호소야 요시마사
조폭 부부의 아들이자 이바라키의 유명폭주족인 에스퍼의 수장. 하지만 곧 촌스런 헤어스타일에 주먹질만 하고다니는 조폭생활에 염증을 느꼈고 개과천선을 하기 위해 PK학원으로 전학온다. 하지만 오랫동안 조폭생활이 몸에 베인 탓에 흥분하면 본 성질이 튀어나오기도 해서 곤란을 겪고있다. 조폭답게 싸움실력이 발군이라 웬만한 깡패 서너명정도는 혼자서 거뜬히 때려눕힐 정도지만 당연히 학교에서는 평범하게 보여야 하기 때문에 철저하게 숨긴 상태. 하지만 불량배한테 둘러싸인 카이도를 보는 순간, 정의감이 폭발해 그를 구해주고는 친해진다. 여자와 엮이면 안된다는 에스퍼의 룰과 남학교 생활 때문에 여자와는 담을 쌓고 지내서 여자에게 전혀 관심없는것처럼 보이지만 의외로 교제를 하게 되면 결혼하는게 당연하고 사랑하는 여자는 한명뿐이라고 말하고 다니는 순정파 기믹이 있다.
하이로 키네시 (灰呂 杵志)
성우: 히노 사토시
쿠스오네 반 반장을 맡고있으며 보기 부담스러울 정도로 지나친 열정을 과시하는 열혈남. 하지만 뭐든 한번하면 똑부러지게 하는 타입이라 운동신경도 평균 이상이고 학업성적 역시 전교 6등을 할 정도로 뛰어난 편이다. 더군다나 승부근성이 강한지라 체력테스트를 하다 자신보다 모든것이 앞서는 넨도를 보며 승부근성이 생겼고 이후 체육시간만 되면 혼자서 넨도와 대결을 하지만 항상 진다. 또, 불우한 일을 보면 그냥 못지나치며 꼭 도와줘야 직성이 풀리는 성격이라 발렌타인 때마다 도와줘서 고맙다는 감사의 초콜릿을 많이 받는다. 테루하시의 미인계를 보고도 어흑 소리를 내지 않는데 그 이유는 모든 인간은 평등하다는 사고방식을 가지고 있어서 코코미 또한 그냥 같은반 친구로만 여기고 있기 때문이다.
아이우라 미코토 (相ト 命)
성우: 키타무라 에리
구리빛 피부에 노란머리까지 전형적인 갸루 스타일. 점술능력이 있어서 상대의 생명력이나 정신을 나타나내는 오오라를 볼 수 있다. 운명의 상대를 찾기위해 전학을 오게되는데 그녀가 말하는 운명의 상대는 '핑크 머리를 하고있고 언뜻보기에는 평범해 보이지만 실제로는 엄청난 재능을 가지고 있으며 이니셜이 S.K인 남자'라고 한다. 게다가 오오라를 볼 수 있어서인지 쿠스오에게 범상치 않은 능력이 있음을 단박에 꿰뚫어본다. 사랑으로 고민중인 유메하라의 고민을 들어주면서 금세 친해지는데 이런 그녀가 옥상난간에서 떨어져 추락하자 순식간에 난입해서 초능력으로 구해주는 쿠스오를 보게된다. 이후 자신이 찾던 운명의 상대가 쿠스오이며 그가 초능력자라는걸 알게 되지만 역시나 주위에는 말하지 않는다. 대신 그때부터 쿠스오에게 첫눈에 반해 그의 부탁이라면 뭐든 다 들어준다.

### PK학원 고교

초능력자 실험 및 특훈용으로 실재하는 제너 카드. PK학원 2학년 교실명의 원 소재가 되었다. 이 카드는 소설판에도 등장한다.

#### 2학년 巛(3)반
타카하시 (高橋)
목소리 - / 미야케 타카히로
사와키타 (沢北)
조르베(졸베) 카데노 코우시 샤베라이트 (ゾルベ・勘解由小路・シャーベライト)
무라타 슈지 (村田 修二)
요코타 쟈가 (横田 邪我)

#### 2학년 ＋(2)반
시노다 타케루 (篠田 タケル)
유메하라 치요의 전남친
마에다 타카유키 (前田 孝之)
나카니시 신야 (中西 伸也)
이타노 요리코 (板野 依子)
토리츠카 레이타의 전 짝사랑 상대
오오호리 코우이치 (大堀 幸一)
오오시마 유우지 (大島 優二)
사토 히로시 (佐藤 広)
평범의 천재

#### 2학년 ○(1)반
비취의 눈동자 (翡翠の 瞳) / 타나카 이치로 (田中 一郎)
카이도 슌의 캐릭터 루트
키하치 분타 (木蜂 文太)
니시 소우지로 (西総 二朗)
스기야마 하루오 (杉山 春夫)

#### 2학년 □(4)반
타니하라 켄지 (谷原 健二)
호테이 토모타카 (布袋 友孝)
하루노 아키오 (春野 康夫)

#### 2학년 ☆(5)반
미카미 아이코 (三上 愛子)
토리츠카 레이타를 짝사랑했던 여자아이
쿠미 코우지 (久見 幸次)
미시마 노부아키 (三島 信明)
마츠다 잇페이 (松田 一平)

#### 1학년
마키노 아리스 (万城乃 亜リ栖)
오컬트부 부원
리후타 이무 (梨歩田 依舞)
PK학원에서 두번째로 귀여운 여자아이

#### 3학년
콘고 츠요시 (金剛 剛)
불량한 짓을 많이 해온 남학생. 계속 유급으로 2년이나 더 다니다가 졸업식 편에 마음을 고쳐먹었는지 졸업한다. 사이키가 유일하게 가장 잘 알고 있는 선배다.
미네오 노부아키 (峯尾 信昭)
타키자와 카즈시 (滝沢 一志)
아카니시 신이치 (赤西 進一)
유메하라 치요의 첫 상대
모리카와 미노루 (森川 実)
니노미야 카네코 (二宮 金子)
마시마 세이야 (槙島 聖也)
쿠라모치 신스케 (倉持 紳介)

#### 그 외
죠덴 마나코 (浄天 真子)
우시미츠 (牛光)
히가시노 본고 (東野 文吾)
도서실소장
무라카미 쇼코 ()
20년전 도서관에서 추리소설을 읽었던 여자
피넛 우에다 (上田)
유명 연예인

#### 교사
마츠자키 (松崎)
니와야마 큐지 (庭山 球児)
시마 쿄카 (島 京佳)
칸다 힌스케 (神田 品助)

### 주요 인물의 가족

#### 사이키 家
사이키 쿠니하루 (斉木 国春), 사이키 쿠루미 (斉木 久留美)
쿠스오의 부모님. 4차원 천연바보 커플. 갓난아기시절, 쿠스오가 이상한 능력을 남발하는걸 보고도 아이의 몸에 이상이 있는 건 아닌지 의심하기는커녕 쿠스오에겐 특별한 능력이 있는 것 같다며 아이의 초능력을 자연스럽게 받아들인다. 하지만 제아무리 바보라 해도 초능력이 알려지면 주위에서 이상하게 여길거라는 기본 생각정도는 있는지라 당연히 주위사람들에겐 철저하게 비밀로 부치고 있으며 심지어 친정 부모님께도 비밀로 부쳐오다 외가집에 놀러갔을 때 도로가 무너져내려 오도가도 못하게 되자 사실대로 털어놓는다. 쿠스오는 엄마 쿠루미는 좋아하지만 아빠 쿠니하루는 멀리 대한다. 평소, 회사에 늦은일을 비롯해 온갖 자잘한 일로 쿠스에몽이라 부르며 초능력을 써달라고 조르기 때문이다. 초능력을 감춰야하는 쿠스오 입장에선 귀찮아서 질색하지만 쿠마고로가 쿠니하루 흉을 보자 곧바로 뚜껑이 열려 초능력으로 겁을 주는것으로 보아 낳아준 아버지라는 자각은 하는듯 하다.
사이키 쿠마고로 (斉木 熊五郎), 사이키 쿠미 (斉木 久美)
사이키 엄마 쿠루미의 부모이자 사이키의 조부모. 비행기와 기차, 버스를 타고 한참이나 가야하는 머나먼 시골에 살고있다. 딸 내외와 손자가 오면 항상 자상하게 대해주는 외할머니와는 달리 외할아버지는 언제나 무뚝뚝하고 근엄하게 대하신다. 하지만 속으로는 딸아이와 손자가 놀러온걸 누구보다도 기뻐하는 츤데레. 유독 사위인 쿠니하루를 싫어해 모진 말을 많이 하는 편이지만 이 말을 듣고 열받은 쿠스오에 초능력에 당했다. 하나뿐인 손자가 초능력이라는 듣도보도 못한 능력을 쓴다는걸 알고는 처음에는 기절할듯 놀랐지만 이후에는 담담하게 받아들인듯 하다.
사이키 쿠스케(斉木 空助)
성우: 노지마 켄지
쿠스오의 2살 터울의 형. 2살때 한 아이큐테스트 결과가 218로 나올정도로 타고난 천재....이자 사이키 머리에 달고있는 제어장치를 개발한 장본인. 자신이 아둥바둥 노력하며 일궈낸것들을 초능력이란 이름 하나로 손쉽게 해치워버리는 동생에 대한 열등감이 매우 심하다. 제어장치를 만들어준것도 동생의 초능력을 완전히 약화시킨 다음 당당히 승부에서 이기기 위해 만든것이었는데 안타깝게도 능력을 최소한으로 약화시키는데는 성공했지만 약화된 힘도 보통 사람에겐 신과 같은 힘이나 다름없어서 사실상 실패. 결국 런던 케임브리지 대학으로 도피유학을 오른다. 하지만 이건 표면적인 모습이며 실상은 쿠스오에게 몇번이나 졌는지 횟수까지 세어가며 동생과의 승부 자체를 즐기고 있는 도M.
쿠스오는 자신을 싫어하는 형과 별로 엮이고 싶어하지 않는탓에 형이 일본에 오는날이면 자리를 피하는가 하면 부를 때도 '너', '쿠스케' 등과 같이 반말을 하지만 깎듯이 형대접을 하는 것으로 보아 최소한의 우애정도는 부스러기나마 있는듯 하다. 쿠스케 역시 말로는 반드시 동생을 이겨보겠다고 하면서도 동생을 살리기 위해 타임머신을 만드는가 하면 동생 생일날에 대결을 빙자한 서프라이즈까지 해주는것으로 보아 속으로는 쿠스오를 귀여운 동생으로 여기고 있는 것으로 추정된다. 참고로 테루하시 코코미에게 반하지 않는다.
그냥 다 원숭이로 여긴다.

#### 넨도 家
넨도 미도리(燃堂 緑)
넨도의 어머니. 결혼하기 전만 해도 상당한 미인이었지만 결혼이후 남편을 닮아가면서 남편과 비슷한 얼굴이 되고 심지어 목소리까지 똑같다. 이것이 유전이 되었는지 아들도 똑같은 얼굴이 되고 말았다. 아들이 뱃속에 있을 때 남편과 사별했으며 이후 혼자서 어린 아들을 키우고 돌보느라 현재까지도 고된일을 하고 있다. 일하던 가게에 매일 찾아오는 초우노 우료쿠와 가까워져 재혼을 했지만 그가 직장을 잃고 술이나 마시는 무능한 생활을 하게 되면서 금방 이혼했다. 하지만 이혼뒤에도 종종 식사를 하거나 그의 마술공연을 보러오는등 좋은 관계를 유지하고 있다. 그냥바보다
타케우치 리키 (たけうち 力)
넨도가 태어나기도 전에 세상을 떠난 넨도의 아버지. 넨도의 말에 의하면 차도에 있던 여자아이를 구하려다 죽었다고 한다. 처음 넨도가 친구들을 데리고 성묘하러 왔을 때 유령의 모습으로 처음 등장했고 이후 유일하게 자신을 볼 수 있는 사이키와 토리츠카 주위를 열심히 쫓아다닌다. 안타깝게도 생전의 기억을 모두 잃어서 눈앞에 있는 아내와 아들을 전혀 알아보지 못하고 있으며 실체가 없기 때문에 거울에 모습이 비치지도 않아 자신이 어떻게 생겼는지조차 볼수없다. 자신을 유일하게 볼 수 있는 쿠스오와 토리츠카 주위를 열심히 쫓아다니지만 쿠스오는 이런 그를 넨도만큼이나 귀찮게 여긴다.
코리키(작은 리키)(小力)
넨도 리키가 어릴 때 키웠던 햄스터지만 지금은 이세상 생물이 아니다.
코리키 2호 (小力 2号)
사이키가 밖에 버려진 햄스터를 넨도에게 주며 넨도가 키우고 있다.
나카니시 코우타(쵸우노 우료쿠)(中西 宏太)
넨도의 새아빠지만 위에도 나와있듯이 지금은 이혼한 상태다. 현재 일루셔니스트로 공연하며 돈을 버는 중이다.

#### 카이도 家
카이도의 어머니 (海藤の 母)
전형적인 타이거맘으로 학업이나 성적을 아주 중요시한다. 카이도가 넨도와 사이키랑 같이 어울리는 것을 보고 친구를 가려 사귀라고 하지만 후에 사이키가 짧은 시간에 문제집을 모조리 풀자 친구를 정말 잘 사귀었다면서 사이키와 넨도가 계속 카이도의 친구가 되게 한다.
카이도 소라
카이도 家의 둘째, 카이도 슌의 여동생이다.
카이도 토키
카이도 家의 막내, 카이도 슌을 잘 따르는 카이도 슌의 남동생

#### 테루하시 家
테루하시 마코토 (照橋 信)(무가미 토오루 (六神通))
성우: 마에노 토모아키
코코미의 오빠. '무가미 토오루'라는 예명으로 활동중인 톱배우. 보기에는 멀쩡해 보이지만 여동생과 결혼하는 건 자신이라고 말할정도로 여동생에 대한 삐뚤어진 애정을 가진 중증의 변태. 영화관에서 처음 만났을때부터 여동생과 대화를 나누는 쿠스오를 탐탁치 않게 여겼고 이후 자기 마음대로 쿠스오가 여동생을 좋아하고 있다고 단정지어버린다. 더군다나 쿠스오와 여동생이 오키나와로 2박 3일동안 수학여행을 떠난다는걸 알았을때는 반 전체가 함께 가는 건데도 둘만 간다고 상상해서 TV도쿄의 방송녹화까지 펑크내고 오키나와로 쫓아오기도 했다. 쿠스오 역시 이런 그를 굉장히 싫어하며 멀리한다.

#### 사이코 家
사이코의 아버지 (才虎の 父)
사이코의 아버지로 엄청난 돈을 가진 재벌 사장님이다. '자신의 일가는 '재벌' '이라는 자존심을 갖고 있다. 몸에 엄청난 금속을 두르고있어 얼굴을 제대로 못 볼 정도
하나코 (花虎)
사이코의 애완 호랑이다. 사이코한테 가끔 낮은소리로 으르렁댄다.

## 미디어 믹스

### TV 애니메이션

#### 각화 리스트
| 화수  | 화수  | 원어 제목                                     | 한국어 번역 제목                             | 각본                         | 그림 콘티                                                            | 연출                         | 작화감독 | 총작화감독                                             | 방송일         | 방송일          | 원작          |
| 화수  | 화수  | 원어 제목                                     | 한국어 번역 제목                             | 각본                         | 그림 콘티                                                            | 연출                         | 작화감독 | 총작화감독                                             | 아침           | 심야            | 원작          |
| ----- | ----- | --------------------------------------------- | -------------------------------------------- | ---------------------------- | -------------------------------------------------------------------- | ---------------------------- | --- | ------------------------------------------------------ | -------------- | --------------- | ------------- |
| 제1χ  | 제1화 | 超能力者のΨ難（前編）                         | 초능력자의 재난 (전편)                       | 요코테 미치코 (横手美智子)   | 사쿠라이 히로아키 (桜井弘明)                                         | 소쿠자 마코토 (則座誠)       | 노다 야스유키 (野田康行) 나카야마 유미 (中山由美) 오사와 미나 (大沢美奈)                                                   | 온지 마사유키 (音地正行)                               | 2016년 7월 4일 | 2016년 7월 10일 | 제1χ          |
| 제1χ  | 제2화 | 超能力者のΨ難（後編）                         | 초능력자의 재난 (후편)                       | 요코테 미치코 (横手美智子)   | 사쿠라이 히로아키 (桜井弘明)                                         | 소쿠자 마코토 (則座誠)       | 노다 야스유키 (野田康行) 나카야마 유미 (中山由美) 오사와 미나 (大沢美奈)                                                   | 온지 마사유키 (音地正行)                               | 7월 5일        | 2016년 7월 10일 | 제1χ          |
| 제1χ  | 제3화 | 最低Ψ悪！？燃堂力                             | 최저최악!? 넨도 리키                         | 요코테 미치코 (横手美智子)   | 사쿠라이 히로아키 (桜井弘明)                                         | 소쿠자 마코토 (則座誠)       | 노다 야스유키 (野田康行) 나카야마 유미 (中山由美) 오사와 미나 (大沢美奈)                                                   | 온지 마사유키 (音地正行)                               | 7월 6일        | 2016년 7월 10일 | 第2χ          |
| 제1χ  | 제4화 | 漆黒の翼こと海藤瞬                            | 칠흑의 날개 카이도 슌                        | 요코테 미치코 (横手美智子)   | 사쿠라이 히로아키 (桜井弘明)                                         | 소쿠자 마코토 (則座誠)       | 노다 야스유키 (野田康行) 나카야마 유미 (中山由美) 오사와 미나 (大沢美奈)                                                   | 온지 마사유키 (音地正行)                               | 7월 7일        | 2016년 7월 10일 | 第3χ          |
| 제1χ  | 제5화 | Ψ色兼備！照橋心美                             | 재색겸비! 테루하시 코코미                    | 요코테 미치코 (横手美智子)   | 사쿠라이 히로아키 (桜井弘明)                                         | 소쿠자 마코토 (則座誠)       | 노다 야스유키 (野田康行) 나카야마 유미 (中山由美) 오사와 미나 (大沢美奈)                                                   | 온지 마사유키 (音地正行)                               | 7월 8일        | 2016년 7월 10일 | 第13χ         |
| 제2χ  | 제1화 | 熱血！ドッジボール（前編）                    | 열혈! 피구 (전편)                            | 요코테 미치코 (横手美智子)   | 사쿠라이 히로아키 타카다 코이치 (高田耕一)                           | 토미나가 츠네오 (冨永恒雄)   | 후쿠요 타카아키 (福世孝明)                                                                                                 | 노다 야스유키 (野田康行)                               | 7월 11일       | 7월 18일        | 第6χ          |
| 제2χ  | 제2화 | 熱血！ドッジボール（後編）                    | 열혈! 피구 (후편)                            | 요코테 미치코 (横手美智子)   | 사쿠라이 히로아키 타카다 코이치 (高田耕一)                           | 토미나가 츠네오 (冨永恒雄)   | 후쿠요 타카아키 (福世孝明)                                                                                                 | 노다 야스유키 (野田康行)                               | 7월 12일       | 7월 18일        | 第7χ          |
| 제2χ  | 제3화 | 届け！恋のΨン                                 | 닿아라! 사랑의 사인                          | 요코테 미치코 (横手美智子)   | 사쿠라이 히로아키 타카다 코이치 (高田耕一)                           | 토미나가 츠네오 (冨永恒雄)   | 후쿠요 타카아키 (福世孝明)                                                                                                 | 노다 야스유키 (野田康行)                               | 7월 13일       | 7월 18일        | 第5χ          |
| 제2χ  | 제4화 | 斉木家Ψ建!?劇的大改造!!                       | 사이키 家 재건!? 극적 대개조!!               | 요코테 미치코 (横手美智子)   | 사쿠라이 히로아키 타카다 코이치 (高田耕一)                           | 토미나가 츠네오 (冨永恒雄)   | 후쿠요 타카아키 (福世孝明)                                                                                                 | 노다 야스유키 (野田康行)                               | 7월 14일       | 7월 18일        | 第9χ          |
| 제2χ  | 제5화 | 欺け！マインドコントロール                    | 속여라! 마인드 컨트롤                        | 요코테 미치코 (横手美智子)   | 사쿠라이 히로아키 타카다 코이치 (高田耕一)                           | 토미나가 츠네오 (冨永恒雄)   | 후쿠요 타카아키 (福世孝明)                                                                                                 | 노다 야스유키 (野田康行)                               | 7월 15일       | 7월 18일        | 第10χ         |
| 제3χ  | 제1화 | 天Ψマジシャン！？蝶野雨緑                     | 천재 매지션!? 쵸노 우료쿠                    | 스기하라 켄지 (杉原研二)     | 아카기 히로아키 (赤城博昭)                                           | 아이우라 카즈야 (相浦和也)   | 키타하라 아키오 (北原章雄) 시미즈 카츠히로 (清水勝祐) 코가 마코토 (古賀誠) 핫토리 이치로 (服部一郎)                        | 온지 마사유키                                          | 7월 18일       | 7월 24일        | 読切版 第2χ   |
| 제3χ  | 제2화 | テレビでΨ会！蝶野雨緑                         | 텔레비전에서 재회! 쵸노 우료쿠               | 스기하라 켄지 (杉原研二)     | 아카기 히로아키 (赤城博昭)                                           | 아이우라 카즈야 (相浦和也)   | 키타하라 아키오 (北原章雄) 시미즈 카츠히로 (清水勝祐) 코가 마코토 (古賀誠) 핫토리 이치로 (服部一郎)                        | 온지 마사유키                                          | 7월 19일       | 7월 24일        | 第14χ         |
| 제3χ  | 제3화 | うさんくΨぞ！ダークリユニオン！               | 수상해! 다크 리유니온!                       | 스기하라 켄지 (杉原研二)     | 아카기 히로아키 (赤城博昭)                                           | 아이우라 카즈야 (相浦和也)   | 키타하라 아키오 (北原章雄) 시미즈 카츠히로 (清水勝祐) 코가 마코토 (古賀誠) 핫토리 이치로 (服部一郎)                        | 온지 마사유키                                          | 7월 20일       | 7월 24일        | 第11χ         |
| 제3χ  | 제4화 | ビーチΨド 夏物語                              | 비치사이드 여름 이야기                       | 스기하라 켄지 (杉原研二)     | 아카기 히로아키 (赤城博昭)                                           | 아이우라 카즈야 (相浦和也)   | 키타하라 아키오 (北原章雄) 시미즈 카츠히로 (清水勝祐) 코가 마코토 (古賀誠) 핫토리 이치로 (服部一郎)                        | 온지 마사유키                                          | 7월 21일       | 7월 24일        | 第12χ         |
| 제3χ  | 제5화 | 学校Ψ開！燃堂の憂鬱                           | 학교재개! 넨도의 우울                        | 스기하라 켄지 (杉原研二)     | 아카기 히로아키 (赤城博昭)                                           | 아이우라 카즈야 (相浦和也)   | 키타하라 아키오 (北原章雄) 시미즈 카츠히로 (清水勝祐) 코가 마코토 (古賀誠) 핫토리 이치로 (服部一郎)                        | 온지 마사유키                                          | 7월 22일       | 7월 24일        | 第16χ         |
| 제4χ  | 제1화 | 弟子にしてくだΨ                               | 제자로 삼아주세요                            | 요코타니 마사히로 (横谷昌宏) | 스즈키 요헤이 (鈴木洋平)                                             | 소쿠자 마코토 (則座誠)       | 나카시마 요시코 (中島美子) 카와시마 아키코 (川島明子) 히다카 마유미 (日高真由美)                                           | 노다 야스유키                                          | 7월 25일       | 7월 31일        | 第17χ         |
| 제4χ  | 제2화 | 隣のクラスの霊能力者                          | 옆 반의 영능력자                             | 요코타니 마사히로 (横谷昌宏) | 스즈키 요헤이 (鈴木洋平)                                             | 소쿠자 마코토 (則座誠)       | 나카시마 요시코 (中島美子) 카와시마 아키코 (川島明子) 히다카 마유미 (日高真由美)                                           | 노다 야스유키                                          | 7월 26일       | 7월 31일        | 第18χ         |
| 제4χ  | 제3화 | 灰呂杵志の木Ψを求めて                         | 하이로 키네시의 목재를 구해줘                | 요코타니 마사히로 (横谷昌宏) | 스즈키 요헤이 (鈴木洋平)                                             | 소쿠자 마코토 (則座誠)       | 나카시마 요시코 (中島美子) 카와시마 아키코 (川島明子) 히다카 마유미 (日高真由美)                                           | 노다 야스유키                                          | 7월 27일       | 7월 31일        | 第19χ         |
| 제4χ  | 제4화 | 留守番のΨ難                                   | 집보기의 재난                                | 요코타니 마사히로 (横谷昌宏) | 스즈키 요헤이 (鈴木洋平)                                             | 소쿠자 마코토 (則座誠)       | 나카시마 요시코 (中島美子) 카와시마 아키코 (川島明子) 히다카 마유미 (日高真由美)                                           | 노다 야스유키                                          | 7월 28일       | 7월 31일        | 第15χ         |
| 제4χ  | 제5화 | 交Ψ３ヶ月の危機                               | 교제 3개월의 위기                            | 요코타니 마사히로 (横谷昌宏) | 스즈키 요헤이 (鈴木洋平)                                             | 소쿠자 마코토 (則座誠)       | 나카시마 요시코 (中島美子) 카와시마 아키코 (川島明子) 히다카 마유미 (日高真由美)                                           | 노다 야스유키                                          | 7월 29일       | 7월 31일        | 第21χ         |
| 제5χ  | 제1화 | 無敵の迷Ψ服で脱出せよ！                       | 무적의 위장복으로 탈출하라!                  | 요코테 미치코                | 사쿠라이 히로아키 소쿠자 마코토 스즈키 요헤이 카지이 세가 (梶井瀬賀) | 스즈키 와루오 (鈴木輪流郎)   | 야마구치 미츠노리 (山口光紀) 미나미 신이치로 (南伸一郎)                                                                    | 온지 마사유키 오사와 미나                              | 8월 1일        | 8월 7일         | 第20χ         |
| 제5χ  | 제2화 | 燃えろ！PK学園体育Ψ(前編)                     | 불타라! PK학원 체육대회 (전편)               | 요코테 미치코                | 사쿠라이 히로아키 소쿠자 마코토 스즈키 요헤이 카지이 세가 (梶井瀬賀) | 스즈키 와루오 (鈴木輪流郎)   | 야마구치 미츠노리 (山口光紀) 미나미 신이치로 (南伸一郎)                                                                    | 온지 마사유키 오사와 미나                              | 8월 2일        | 8월 7일         | 第22χ         |
| 제5χ  | 제3화 | 燃える！PK学園体育Ψ(中編)                     | 불탄다! PK학원 체육대회 (중편)               | 요코테 미치코                | 사쿠라이 히로아키 소쿠자 마코토 스즈키 요헤이 카지이 세가 (梶井瀬賀) | 스즈키 와루오 (鈴木輪流郎)   | 야마구치 미츠노리 (山口光紀) 미나미 신이치로 (南伸一郎)                                                                    | 온지 마사유키 오사와 미나                              | 8월 3일        | 8월 7일         | 第23χ         |
| 제5χ  | 제4화 | 燃えた！PK学園体育Ψ(後編)                     | 불탔다! PK학원 체육대회 (후편)               | 요코테 미치코                | 사쿠라이 히로아키 소쿠자 마코토 스즈키 요헤이 카지이 세가 (梶井瀬賀) | 스즈키 와루오 (鈴木輪流郎)   | 야마구치 미츠노리 (山口光紀) 미나미 신이치로 (南伸一郎)                                                                    | 온지 마사유키 오사와 미나                              | 8월 4일        | 8월 7일         | 第24χ 第25χ   |
| 제5χ  | 제5화 | 燃えるな！防Ψ訓練！！                         | 불타지마! 방재 훈련!!                        | 요코테 미치코                | 사쿠라이 히로아키 소쿠자 마코토 스즈키 요헤이 카지이 세가 (梶井瀬賀) | 스즈키 와루오 (鈴木輪流郎)   | 야마구치 미츠노리 (山口光紀) 미나미 신이치로 (南伸一郎)                                                                    | 온지 마사유키 오사와 미나                              | 8월 5일        | 8월 7일         | 第26χ         |
| 제6χ  | 제1화 | 魅惑のΨ高級コーヒーゼリー                     | 매혹의 최고급 커피 젤리                      | 스기하라 켄지                | 타카다 코이치 오쿠노 히로유키 (奥野浩行)                             | 토미나가 츠네오              | 후쿠요 타카아키 마츠모토 후미오 (松本文男)                                                                                 | 노다 야스유키                                          | 8월 8일        | 8월 14일        | 第27χ         |
| 제6χ  | 제2화 | Ψ厄に遭わない為には・・・                     | 재액에 조우하지 않기 위해서는                | 스기하라 켄지                | 타카다 코이치 오쿠노 히로유키 (奥野浩行)                             | 토미나가 츠네오              | 후쿠요 타카아키 마츠모토 후미오 (松本文男)                                                                                 | 노다 야스유키                                          | 8월 9일        | 8월 14일        | 第28χ         |
| 제6χ  | 제3화 | 照橋さんΨ大の試練                             | 테레하시 씨 최대의 시련                      | 스기하라 켄지                | 타카다 코이치 오쿠노 히로유키 (奥野浩行)                             | 토미나가 츠네오              | 후쿠요 타카아키 마츠모토 후미오 (松本文男)                                                                                 | 노다 야스유키                                          | 8월 10일       | 8월 14일        | 第29χ         |
| 제6χ  | 제4화 | 霊能力者 鳥束零太のΨ難                        | 영능력자 토리츠카 레이타의 재난              | 스기하라 켄지                | 타카다 코이치 오쿠노 히로유키 (奥野浩行)                             | 토미나가 츠네오              | 후쿠요 타카아키 마츠모토 후미오 (松本文男)                                                                                 | 노다 야스유키                                          | 8월 12일       | 8월 14일        | 第30χ         |
| 제6χ  | 제5화 | 止めろ！ヒトコロスイッチ                      | 멈춰라! 사람 죽이는 스위치                   | 스기하라 켄지                | 타카다 코이치 오쿠노 히로유키 (奥野浩行)                             | 토미나가 츠네오              | 후쿠요 타카아키 마츠모토 후미오 (松本文男)                                                                                 | 노다 야스유키                                          | 8월 12일       | 8월 14일        | 第31χ         |
| 제7χ  | 제1화 | ちいΨ王様君臨                                 | 작은 임금님 군림                             | 요코타니 마사히로            | 아카기 히로아키 카지이 세가                                          | 카사이 켄이치                | 사토 토시아키 (佐藤敏明) 오사와 미나 나가야마 메구미 (永山恵) 나카야마 유미                                                | 온지 마사유키                                          | 8월 15일       | 8월 21일        | 第36χ         |
| 제7χ  | 제2화 | はしゃげ！Ψレントナイト                       | 떠들어라! 고요한 밤                          | 요코타니 마사히로            | 아카기 히로아키 카지이 세가                                          | 카사이 켄이치                | 사토 토시아키 (佐藤敏明) 오사와 미나 나가야마 메구미 (永山恵) 나카야마 유미                                                | 온지 마사유키                                          | 8월 15일       | 8월 21일        | 第33χ         |
| 제7χ  | 제3화 | うるΨお正月（前編）                           | 시끄러운 정월 (전편)                         | 요코타니 마사히로            | 아카기 히로아키 카지이 세가                                          | 카사이 켄이치                | 사토 토시아키 (佐藤敏明) 오사와 미나 나가야마 메구미 (永山恵) 나카야마 유미                                                | 온지 마사유키                                          | 8월 19일       | 8월 21일        | 第34χ         |
| 제7χ  | 제4화 | うるΨお正月（中編）                           | 시끄러운 정월 (중편)                         | 요코타니 마사히로            | 아카기 히로아키 카지이 세가                                          | 카사이 켄이치                | 사토 토시아키 (佐藤敏明) 오사와 미나 나가야마 메구미 (永山恵) 나카야마 유미                                                | 온지 마사유키                                          | 8월 19일       | 8월 21일        | 第34χ 第35χ   |
| 제7χ  | 제5화 | うるΨお正月（後編）                           | 시끄러운 정월 (후편)                         | 요코타니 마사히로            | 아카기 히로아키 카지이 세가                                          | 카사이 켄이치                | 사토 토시아키 (佐藤敏明) 오사와 미나 나가야마 메구미 (永山恵) 나카야마 유미                                                | 온지 마사유키                                          | 8월 19일       | 8월 21일        | 第35χ         |
| 제8χ  | 제1화 | Ψ恐！松崎先生                                 | 최공! 마츠자키 선생님                        | 카나스기 히로코 (金杉弘子)   | 나무라 히데토시 (名村英敏)                                           | 스즈키 타쿠마 (鈴木拓磨)     | 야마자키 테루히코 (山崎輝彦) 핫토리 이치로 (服部一郎) 야마자키 아이 (山崎愛) 니시무라 아야 (西村彩)                        | 노다 야스유키                                          | 8월 22일       | 8월 28일        | 第37χ         |
| 제8χ  | 제2화 | チョコレートのΨ典                             | 초콜릿의 제전                                | 카나스기 히로코 (金杉弘子)   | 나무라 히데토시 (名村英敏)                                           | 스즈키 타쿠마 (鈴木拓磨)     | 야마자키 테루히코 (山崎輝彦) 핫토리 이치로 (服部一郎) 야마자키 아이 (山崎愛) 니시무라 아야 (西村彩)                        | 노다 야스유키                                          | 8월 23일       | 8월 28일        | 第38χ         |
| 제8χ  | 제3화 | Ψ低最悪！？燃堂父                             | 최저최악!? 넨도 아버지                       | 카나스기 히로코 (金杉弘子)   | 나무라 히데토시 (名村英敏)                                           | 스즈키 타쿠마 (鈴木拓磨)     | 야마자키 테루히코 (山崎輝彦) 핫토리 이치로 (服部一郎) 야마자키 아이 (山崎愛) 니시무라 아야 (西村彩)                        | 노다 야스유키                                          | 8월 24일       | 8월 28일        | 第39χ         |
| 제8χ  | 제4화 | ノーΨ疑心！斉木久留美                         | 노 시의심! 사이키 쿠루미                     | 카나스기 히로코 (金杉弘子)   | 나무라 히데토시 (名村英敏)                                           | 스즈키 타쿠마 (鈴木拓磨)     | 야마자키 테루히코 (山崎輝彦) 핫토리 이치로 (服部一郎) 야마자키 아이 (山崎愛) 니시무라 아야 (西村彩)                        | 노다 야스유키                                          | 8월 25일       | 8월 28일        | 第40χ         |
| 제8χ  | 제5화 | テレパスΨレンサー                             | 텔레파스 사일렌서                            | 카나스기 히로코 (金杉弘子)   | 나무라 히데토시 (名村英敏)                                           | 스즈키 타쿠마 (鈴木拓磨)     | 야마자키 테루히코 (山崎輝彦) 핫토리 이치로 (服部一郎) 야마자키 아이 (山崎愛) 니시무라 아야 (西村彩)                        | 노다 야스유키                                          | 8월 26일       | 8월 28일        | 第41χ         |
| 제9χ  | 제1화 | スーパースターΨ登場！                         | 슈퍼 스타 재등장!                            | 요코테 미치코                | 오카무라 히데키 (岡村英樹)                                           | 소쿠자 마코토                | 나카시마 요시코 카와시마 아키코 히다카 마유미                                                                              | 온지 마사유키                                          | 8월 29일       | 9월 4일         | 第43χ         |
| 제9χ  | 제2화 | Ψを振れ！波乱の期末テスト                     | 주사위를 던져라! 파란의 기말고사             | 요코테 미치코                | 오카무라 히데키 (岡村英樹)                                           | 소쿠자 마코토                | 나카시마 요시코 카와시마 아키코 히다카 마유미                                                                              | 온지 마사유키                                          | 8월 30일       | 9월 4일         | 第42χ         |
| 제9χ  | 제3화 | 今度こそΨ会！蝶野雨緑（前編）                 | 이번에야말로 재회! 쵸노 우료쿠 (전편)        | 요코테 미치코                | 오카무라 히데키 (岡村英樹)                                           | 소쿠자 마코토                | 나카시마 요시코 카와시마 아키코 히다카 마유미                                                                              | 온지 마사유키                                          | 8월 31일       | 9월 4일         | 第45χ         |
| 제9χ  | 제4화 | 今度こそΨ会！蝶野雨緑（後編）                 | 이번에야말로 재회! 쵸노 우료쿠 (후편)        | 요코테 미치코                | 오카무라 히데키 (岡村英樹)                                           | 소쿠자 마코토                | 나카시마 요시코 카와시마 아키코 히다카 마유미                                                                              | 온지 마사유키                                          | 9월 1일        | 9월 4일         | 第46χ         |
| 제9χ  | 제5화 | 目良さんのおΨ布事情                           | 메라 씨의 지갑 사정                          | 요코테 미치코                | 오카무라 히데키 (岡村英樹)                                           | 소쿠자 마코토                | 나카시마 요시코 카와시마 아키코 히다카 마유미                                                                              | 온지 마사유키                                          | 9월 2일        | 9월 4일         | 第47χ         |
| 제10χ | 제1화 | Ψ燃！スポーツテスト                           | 재연! 스포츠 테스트                          | 스기하라 켄지                | 황창맹 (篁蒼氓)                                                      | 토미나가 츠네오              | 후쿠요 타카아키 마츠모토 후미오                                                                                            | 노다 야스유키                                          | 9월 5일        | 9월 11일        | 第48χ         |
| 제10χ | 제2화 | 小Ψ恋の物語                                   | 작은 사랑 이야기                             | 스기하라 켄지                | 황창맹 (篁蒼氓)                                                      | 토미나가 츠네오              | 후쿠요 타카아키 마츠모토 후미오                                                                                            | 노다 야스유키                                          | 9월 6일        | 9월 11일        | 第49χ         |
| 제10χ | 제3화 | クソゲーΨ新作！オルファナスストーリー         | 망겜 최신작! 올파나스 스토리                 | 스기하라 켄지                | 황창맹 (篁蒼氓)                                                      | 토미나가 츠네오              | 후쿠요 타카아키 마츠모토 후미오                                                                                            | 노다 야스유키                                          | 9월 7일        | 9월 11일        | 第50χ         |
| 제10χ | 제4화 | おかえりなΨ！真魔                             | 다녀오셨어요! 마마                           | 스기하라 켄지                | 황창맹 (篁蒼氓)                                                      | 토미나가 츠네오              | 후쿠요 타카아키 마츠모토 후미오                                                                                            | 노다 야스유키                                          | 9월 8일        | 9월 11일        | 第51χ         |
| 제10χ | 제5화 | 告白にΨ適!?口寄せの術                         | 고백에 재적? 소환의 술                       | 스기하라 켄지                | 황창맹 (篁蒼氓)                                                      | 토미나가 츠네오              | 후쿠요 타카아키 마츠모토 후미오                                                                                            | 노다 야스유키                                          | 9월 9일        | 9월 11일        | 第52χ         |
| 제11χ | 제1화 | 飛べ！改造人間Ψダーマン２号                   | 날아라! 개조인간 사이다맨 2호                | 요코타니 마사히로            | 소쿠자 마코토                                                        | 미야타 료 (宮田亮)           | 미나미 신이치로 이카이 카즈유키 (飯飼一幸) 스즈키 와루오 토미오카 테츠야 (富岡哲也) 카네 후미야마 (鐘文山) 카와시마 아키코 | 온지 마사유키 나카야마 유미                            | 9월 12일       | 9월 18일        | 第53χ         |
| 제11χ | 제2화 | Ψ大手一流企業！？父のお仕事                   | 최대 일류 기업!? 아버지의 업무               | 요코타니 마사히로            | 소쿠자 마코토                                                        | 미야타 료 (宮田亮)           | 미나미 신이치로 이카이 카즈유키 (飯飼一幸) 스즈키 와루오 토미오카 테츠야 (富岡哲也) 카네 후미야마 (鐘文山) 카와시마 아키코 | 온지 마사유키 나카야마 유미                            | 9월 13일       | 9월 18일        | 第62χ         |
| 제11χ | 제3화 | Ψダーマン２号VS怪人レモネード                 | 사이다맨 2호 VS 괴인 레모네이드              | 요코타니 마사히로            | 소쿠자 마코토                                                        | 미야타 료 (宮田亮)           | 미나미 신이치로 이카이 카즈유키 (飯飼一幸) 스즈키 와루오 토미오카 테츠야 (富岡哲也) 카네 후미야마 (鐘文山) 카와시마 아키코 | 온지 마사유키 나카야마 유미                            | 9월 14일       | 9월 18일        | 第63χ         |
| 제11χ | 제4화 | 斉木楠雄のΨ日                                 | 사이키 쿠스오의 축제일                       | 요코타니 마사히로            | 소쿠자 마코토                                                        | 미야타 료 (宮田亮)           | 미나미 신이치로 이카이 카즈유키 (飯飼一幸) 스즈키 와루오 토미오카 테츠야 (富岡哲也) 카네 후미야마 (鐘文山) 카와시마 아키코 | 온지 마사유키 나카야마 유미                            | 9월 15일       | 9월 18일        | 第64χ         |
| 제11χ | 제5화 | Ψ木楠雄の♀難                                  | 사이키 쿠스오의 여난(女難)                   | 요코타니 마사히로            | 소쿠자 마코토                                                        | 미야타 료 (宮田亮)           | 미나미 신이치로 이카이 카즈유키 (飯飼一幸) 스즈키 와루오 토미오카 테츠야 (富岡哲也) 카네 후미야마 (鐘文山) 카와시마 아키코 | 온지 마사유키 나카야마 유미                            | 9월 16일       | 9월 18일        | 第54χ         |
| 제12χ | 제1화 | 勝つのはどっち！？運命の班決め                | 이기는 건 어느쪽!? 운명의 조 짜기            | 카나스기 히로코              | 나무라 히데토시                                                      | 아이우라 카즈야              | 키타하라 아키오 야기 겐키 (八木元喜) 후시미 히로미 (伏見裕美) 핫토리 켄지 (服部憲二) 핫토리 이치로 (服部一郎)              | 노다 야스유키                                          | 9월 19일       | 9월 25일        | 第55χ         |
| 제12χ | 제2화 | 旅にΨ難はつきもの                             | 여행에 재난은 따르는 법                      | 카나스기 히로코              | 나무라 히데토시                                                      | 아이우라 카즈야              | 키타하라 아키오 야기 겐키 (八木元喜) 후시미 히로미 (伏見裕美) 핫토리 켄지 (服部憲二) 핫토리 이치로 (服部一郎)              | 노다 야스유키                                          | 9월 20일       | 9월 25일        | 第55χ 第56χ   |
| 제12χ | 제3화 | 超能力者搭Ψ旅客機でGO！                       | 초능력자 탑재 여객기로 GO!                   | 카나스기 히로코              | 나무라 히데토시                                                      | 아이우라 카즈야              | 키타하라 아키오 야기 겐키 (八木元喜) 후시미 히로미 (伏見裕美) 핫토리 켄지 (服部憲二) 핫토리 이치로 (服部一郎)              | 노다 야스유키                                          | 9월 21일       | 9월 25일        | 第56χ         |
| 제12χ | 제4화 | ちゃーびらΨ！沖縄修学旅行                     | 차-비라사이! 오키나와 수학여행               | 카나스기 히로코              | 나무라 히데토시                                                      | 아이우라 카즈야              | 키타하라 아키오 야기 겐키 (八木元喜) 후시미 히로미 (伏見裕美) 핫토리 켄지 (服部憲二) 핫토리 이치로 (服部一郎)              | 노다 야스유키                                          | 9월 22일       | 9월 25일        | 第57χ         |
| 제12χ | 제5화 | はいΨ！沖縄修学旅行                           | 하이사이! 오키나와 수학여행                  | 카나스기 히로코              | 나무라 히데토시                                                      | 아이우라 카즈야              | 키타하라 아키오 야기 겐키 (八木元喜) 후시미 히로미 (伏見裕美) 핫토리 켄지 (服部憲二) 핫토리 이치로 (服部一郎)              | 노다 야스유키                                          | 9월 23일       | 9월 25일        | 第58χ         |
| 제13χ | 제1화 | わっΨびーん！沖縄修学旅行                     | 왓사이빈! 오키나와 수학여행                  | 카나스기 히로코              | 아카기 히로아키 사쿠라이 히로아키 야마카와 요시키 (山川吉樹)         | 타카다 코이치                | 나카야마 유미(中山由美) 林央剛 오카노 유키오 (岡野幸男)                                                                    | 온지 마사유키                                          | 9월 26일       | 10월 2일        | 第59χ         |
| 제13χ | 제2화 | Ψ悪な或る夜の出来事in沖縄                     | 최악의 어느 밤의 일 in 오키나와              | 카나스기 히로코              | 아카기 히로아키 사쿠라이 히로아키 야마카와 요시키 (山川吉樹)         | 타카다 코이치                | 나카야마 유미(中山由美) 林央剛 오카노 유키오 (岡野幸男)                                                                    | 온지 마사유키                                          | 9월 27일       | 10월 2일        | 第59χ 第60χ   |
| 제13χ | 제3화 | やーさっΨ！沖縄修学旅行                       | 야-삿사이! 오키나와 수학여행                 | 카나스기 히로코              | 아카기 히로아키 사쿠라이 히로아키 야마카와 요시키 (山川吉樹)         | 타카다 코이치                | 나카야마 유미(中山由美) 林央剛 오카노 유키오 (岡野幸男)                                                                    | 온지 마사유키                                          | 9월 27일       | 10월 2일        | 第60χ         |
| 제13χ | 제4화 | またやーΨ！沖縄修学旅行                       | 마타야-사이! 오키나와 수학여행               | 카나스기 히로코              | 아카기 히로아키 사쿠라이 히로아키 야마카와 요시키 (山川吉樹)         | 타카다 코이치                | 나카야마 유미(中山由美) 林央剛 오카노 유키오 (岡野幸男)                                                                    | 온지 마사유키                                          | 9월 29일       | 10월 2일        | 第60χ 第61χ   |
| 제13χ | 제5화 | またまたやーΨ！沖縄修学旅行                   | 마타마타야-사이! 오키나와 수학여행           | 카나스기 히로코              | 아카기 히로아키 사쿠라이 히로아키 야마카와 요시키 (山川吉樹)         | 타카다 코이치                | 나카야마 유미(中山由美) 林央剛 오카노 유키오 (岡野幸男)                                                                    | 온지 마사유키                                          | 9월 30일       | 10월 2일        | 第61χ         |
| 제14χ | 제1화 | 夜露死苦！！アウトΨダー                       | 잘 부탁해!! 아웃 사이다                      | 요코테 미치코                | 타카다 코이치 야마자키 타카시 (山崎隆) 사쿠라이 히로아키             | 토미나가 츠네오 (冨永恒夫)   | 후쿠요 타카아키 마츠모토 후미오                                                                                            | 노다 야스유키                                          | 10월 3일       | 10월 9일        | 第65χ         |
| 제14χ | 제2화 | 転校生～Ψ初の出会い～                         | 전학생 ～최초의 만남～                       | 요코테 미치코                | 타카다 코이치 야마자키 타카시 (山崎隆) 사쿠라이 히로아키             | 토미나가 츠네오 (冨永恒夫)   | 후쿠요 타카아키 마츠모토 후미오                                                                                            | 노다 야스유키                                          | 10월 4일       | 10월 9일        | 第67χ         |
| 제14χ | 제3화 | 揃う！燃堂夫Ψ                                 | 모이다! 넨도 부부                            | 요코테 미치코                | 타카다 코이치 야마자키 타카시 (山崎隆) 사쿠라이 히로아키             | 토미나가 츠네오 (冨永恒夫)   | 후쿠요 타카아키 마츠모토 후미오                                                                                            | 노다 야스유키                                          | 10월 5일       | 10월 9일        | 第68χ         |
| 제14χ | 제4화 | 経営Ψ建！純喫茶魔美                           | 경영 재건! 순 찻집 마미                      | 요코테 미치코                | 타카다 코이치 야마자키 타카시 (山崎隆) 사쿠라이 히로아키             | 토미나가 츠네오 (冨永恒夫)   | 후쿠요 타카아키 마츠모토 후미오                                                                                            | 노다 야스유키                                          | 10월 6일       | 10월 9일        | 第69χ         |
| 제14χ | 제5화 | 有罪無Ψ！？盗難事件                           | 유죄 무죄!? 도난 사건                        | 요코테 미치코                | 타카다 코이치 야마자키 타카시 (山崎隆) 사쿠라이 히로아키             | 토미나가 츠네오 (冨永恒夫)   | 후쿠요 타카아키 마츠모토 후미오                                                                                            | 노다 야스유키                                          | 10월 7일       | 10월 9일        | 第78χ         |
| 제15χ | 제1화 | Ψ用なるか！？クラス出し物提案会               | 채용될까!? 클래스 출품물 제안회              | 스기하라 켄지                | 소쿠자 마코토 타카다 코이치 야마자키 타카시                          | 소쿠자 마코토                | 나카시마 요시코 카와시마 아키코 후루이케 토시야 (古池敏也) 카네코 히데타카 (兼子秀敬)                                      | 나카야마 유미 타니가와 료스케 (谷川亮介) 노다 야스유키 | 10월 10日      | 10월 16일       | 第70χ         |
| 제15χ | 제2화 | 歌え！REITAリΨタル！                          | 노래해라! REITA 리사이틀!                    | 스기하라 켄지                | 소쿠자 마코토 타카다 코이치 야마자키 타카시                          | 소쿠자 마코토                | 나카시마 요시코 카와시마 아키코 후루이케 토시야 (古池敏也) 카네코 히데타카 (兼子秀敬)                                      | 나카야마 유미 타니가와 료스케 (谷川亮介) 노다 야스유키 | 10월 11일      | 10월 16일       | 第71χ         |
| 제15χ | 제3화 | さわげ！PK学園文化Ψ（前編）                   | 떠들어! PK학원 문화제 (전편)                 | 스기하라 켄지                | 소쿠자 마코토 타카다 코이치 야마자키 타카시                          | 소쿠자 마코토                | 나카시마 요시코 카와시마 아키코 후루이케 토시야 (古池敏也) 카네코 히데타카 (兼子秀敬)                                      | 나카야마 유미 타니가와 료스케 (谷川亮介) 노다 야스유키 | 10월 12일      | 10월 16일       | 第72χ         |
| 제15χ | 제4화 | さわぐ！PK学園文化Ψ（後編）                   | 떠든다! PK학원 문화제 (후편)                 | 스기하라 켄지                | 소쿠자 마코토 타카다 코이치 야마자키 타카시                          | 소쿠자 마코토                | 나카시마 요시코 카와시마 아키코 후루이케 토시야 (古池敏也) 카네코 히데타카 (兼子秀敬)                                      | 나카야마 유미 타니가와 료스케 (谷川亮介) 노다 야스유키 | 10월 13일      | 10월 16일       | 第73χ         |
| 제15χ | 제5화 | 文化Ψ打ち上げへ行こう                         | 문화제 뒤풀이에 가자                         | 스기하라 켄지                | 소쿠자 마코토 타카다 코이치 야마자키 타카시                          | 소쿠자 마코토                | 나카시마 요시코 카와시마 아키코 후루이케 토시야 (古池敏也) 카네코 히데타카 (兼子秀敬)                                      | 나카야마 유미 타니가와 료스케 (谷川亮介) 노다 야스유키 | 10월 14일      | 10월 16일       | 第74χ         |
| 제16χ | 제1화 | Ψ強美少女VS絶対に落ちない男（前編）           | 최강미소녀 VS 절대로 빠지지 않는 남자 (전편) | 요코타니 마사히로            | 오오쿠보 마사오 (大久保政雄) 야마카와 요시키                         | 이이무라 마사유키 (飯村正之) | 니시무라 아야 핫타로 이치로 김정남 (金正男) 안자이 토시유키 (安西俊之)                                                     | 온지 마사유키                                          | 10월 17일      | 10월 23일       | 第76χ         |
| 제16χ | 제2화 | Ψ強美少女VS絶対に落ちない男（後編）           | 최강미소녀 VS 절대로 빠지지 않는 남자 (후편) | 요코타니 마사히로            | 오오쿠보 마사오 (大久保政雄) 야마카와 요시키                         | 이이무라 마사유키 (飯村正之) | 니시무라 아야 핫타로 이치로 김정남 (金正男) 안자이 토시유키 (安西俊之)                                                     | 온지 마사유키                                          | 10월 18일      | 10월 23일       | 第77χ         |
| 제16χ | 제3화 | Ψキック・サンタクロース                       | 사이킥 산타클로스                            | 요코타니 마사히로            | 오오쿠보 마사오 (大久保政雄) 야마카와 요시키                         | 이이무라 마사유키 (飯村正之) | 니시무라 아야 핫타로 이치로 김정남 (金正男) 안자이 토시유키 (安西俊之)                                                     | 온지 마사유키                                          | 10월 19일      | 10월 23일       | 第81χ         |
| 제16χ | 제4화 | Ψ新家電を買いに行こう！                       | 최신 가전을 사러 가자!                       | 요코타니 마사히로            | 오오쿠보 마사오 (大久保政雄) 야마카와 요시키                         | 이이무라 마사유키 (飯村正之) | 니시무라 아야 핫타로 이치로 김정남 (金正男) 안자이 토시유키 (安西俊之)                                                     | 온지 마사유키                                          | 10월 20일      | 10월 23일       | 第82χ         |
| 제16χ | 제5화 | 年初めのΨクル                                 | 연초의 사이클                                | 요코타니 마사히로            | 오오쿠보 마사오 (大久保政雄) 야마카와 요시키                         | 이이무라 마사유키 (飯村正之) | 니시무라 아야 핫타로 이치로 김정남 (金正男) 안자이 토시유키 (安西俊之)                                                     | 온지 마사유키                                          | 10월 21일      | 10월 23일       | 第83χ         |
| 제17χ | 제1화 | 海藤のΨ疑心（前編）                           | 카이도의 재의심 (전편)                       |                              |                                                                      |                              | |                                                        | 10月24日       |                 | 第84χ         |
| 제17χ | 제2화 | 海藤のΨ疑心（後編）                           | 카이도의 재의심 (후편)                       | 10月25日                     | 第85χ                                                                |                              | |                                                        |                |                 |               |
| 제17χ | 제3화 | 仲Ψ無用!?燃堂vs海藤                           | 중재무용? 넨도 vs 카이도                     | 10月26日                     | 第44χ                                                                |                              | |                                                        |                |                 |               |
| 제17χ | 제4화 | Ψ悪のアルバイター                             | 최악의 아르바이터                            | 10月27日                     | 第86χ                                                                |                              | |                                                        |                |                 |               |
| 제17χ | 제5화 | 激走！ランナーズΨ！                           | 격주! 런너즈 축제!                           | 10月28日                     | 第80χ                                                                |                              | |                                                        |                |                 |               |
| 제18χ | 제1화 | 照橋さんの斉木家Ψ訪                           | 테루하시의 사이키네 재방문                   |                              |                                                                      |                              | |                                                        | 10月31日       |                 | 第87χ         |
| 제18χ | 제2화 | お茶の子ΨΨ！わらしべ長者                      | 손쉽게 물물교환으로 부자 되기                | 11月1日                      | 第75χ                                                                |                              | |                                                        |                |                 |               |
| 제18χ | 제3화 | 変形！スーパーΨズ                             | 변형! 슈퍼 사이즈                            | 11月2日                      | 第89χ                                                                |                              | |                                                        |                |                 |               |
| 제18χ | 제4화 | Ψ教育のススメ                                 | 재교육 권유                                  | 11月3日                      | 第91χ                                                                |                              | |                                                        |                |                 |               |
| 제18χ | 제5화 | テンションΨ高潮！カラオケ会                   | 텐션 최고조! 노래방 모임                     | 11月4日                      | 第90χ                                                                |                              | |                                                        |                |                 |               |
| 제19χ | 제1화 | 万Ψ！ツンデレおじいちゃん                     | 만세! 츤데레 할아버지                        |                              |                                                                      |                              | |                                                        | 11月16日       |                 | 第92χ         |
| 제19χ | 제2화 | 万万Ψ！ツンデレおじいちゃん                   | 만만세! 츤데레 할아버지                      | 11月23日                     | 第92χ 第93χ                                                          |                              | |                                                        |                |                 |               |
| 제19χ | 제3화 | Ψ果ての遊園地へようこそ！                     | 최후의 유원지에 어서오세요!                  | 11月30日                     | 第93χ                                                                |                              | |                                                        |                |                 |               |
| 제19χ | 제4화 | Ψ見（サイチェン）！祖父母との別れ             | 짜이찌엔! 조부모와의 헤어짐                  | -                            | 第94χ                                                                |                              | |                                                        |                |                 |               |
| 제19χ | 제5화 | 祝ゲーム化！斉藤邦夫のχ談                     | 축 게임화! 사이키 쿠니오의 괴담              | 11月9日                      | 오리지널                                                             |                              | |                                                        |                |                 |               |
| 제20χ | 제1화 | Ψ能を駆使せよ！鳥束モテ男計画                 |                                              |                              |                                                                      |                              | |                                                        | 12月7日        |                 | 第79χ         |
| 제20χ | 제2화 | Ψ知をいかせ！PKオカルト部                     |                                              | -                            | 第96χ                                                                |                              | |                                                        |                |                 |               |
| 제20χ | 제3화 | Ψ低の料理人                                   |                                              | -                            | 第97χ                                                                |                              | |                                                        |                |                 |               |
| 제20χ | 제4화 | 開廷！ここみんズΨ判！                         |                                              | 12月14日                     | 第101χ                                                               |                              | |                                                        |                |                 |               |
| 제20χ | 제5화 | 恐怖！アニメ第○話のΨ難                        |                                              | -                            | 第100χ                                                               |                              | |                                                        |                |                 |               |
| 제21χ | 제1화 | マッドΨエンティスト現る！（前編）             |                                              | -                            |                                                                      |                              | |                                                        |                |                 | 第103χ        |
| 제21χ | 제2화 | マッドΨエンティスト現る！（中編）             |                                              | -                            |                                                                      |                              | |                                                        |                | 第104χ          |               |
| 제21χ | 제3화 | マッドΨエンティスト現る！（後編）             |                                              | -                            |                                                                      |                              | |                                                        |                | 第105χ          |               |
| 제21χ | 제4화 | 激走！Ψ能バトル                               |                                              | -                            |                                                                      |                              | |                                                        |                | 第106χ          |               |
| 제21χ | 제5화 | 美術館ではΨ低限お静かに                       |                                              | -                            |                                                                      |                              | |                                                        |                | 第107χ          |               |
| 제22χ | 제1화 | 夏休み前のΨ難 夏休み真っΨ中！オカルト部合宿編 |                                              | -                            |                                                                      |                              | |                                                        |                |                 | 第108χ 第109χ |
| 제22χ | 제2화 | 夏休み真っΨ中！テニス部合宿編                 |                                              | -                            |                                                                      |                              | |                                                        |                | 第110χ          |               |
| 제22χ | 제3화 | 夏休み真っΨ中！治験バイト編                   |                                              | -                            |                                                                      |                              | |                                                        |                | 第111χ          |               |
| 제22χ | 제4화 | 夏休み真っΨ中！免許合宿編                     |                                              | -                            |                                                                      |                              | |                                                        |                | 第112χ          |               |
| 제22χ | 제5화 | 夏休み真っΨ中！照橋デート編                   |                                              | -                            |                                                                      |                              | |                                                        |                | 第113χ          |               |
| 제23χ | 제1화 | Ψ閥の御曹司現る！                             |                                              | -                            |                                                                      |                              | |                                                        |                |                 | 第114χ        |
| 제23χ | 제2화 | 圧倒的Ψ力を打ち破れ！                         |                                              | -                            |                                                                      |                              | |                                                        |                | 第115χ          |               |
| 제23χ | 제3화 | Ψ来！ツンデレおじいちゃん                     |                                              |                              |                                                                      |                              | |                                                        | 12月21日       | 第116χ          |               |
| 제23χ | 제4화 | 開Ψハロウィンパーティー                       |                                              |                              |                                                                      |                              | |                                                        | -              | 第120χ          |               |
| 제23χ | 제5화 | 才虎一族無敵のΨ力                             |                                              |                              |                                                                      |                              | |                                                        | -              | 第119χ          |               |
| 제24χ | 제1화 | Ψ能開花!?人気マジシャンの憂鬱                 |                                              |                              |                                                                      |                              | |                                                        | 12月26日       |                 | 第117χ        |
| 제24χ | 제2화 | 暴走妄想エクサΨズ                             |                                              |                              |                                                                      |                              | |                                                        | 12月27日       | 第123χ          |               |
| 제24χ | 제3화 | 休み時間のΨ難                                 |                                              |                              |                                                                      |                              | |                                                        | 12月28日       | 第121χ          |               |
| 제24χ | 제4화 | 粉Ψ！サプライズパーティー（前編）             |                                              |                              |                                                                      |                              | |                                                        | 2017년 1月4日  | 第98χ           |               |
| 제24χ | 제5화 | 粉Ψ！サプライズパーティー（後編）             |                                              |                              |                                                                      |                              | |                                                        | 1月5日         | 第99χ           |               |

#### BD / DVD
| 권 | 발매일                | 수록화      | 규격품번   | 규격품번   |
| 권 | 발매일                | 수록화      | BD         | DVD        |
| -- | --------------------- | ----------- | ---------- | ---------- |
| 1  | 2016년 12월 14일 예정 | 제1χ - 제6χ | PCXP-50451 | PCBP-53581 |

### 실사 영화
2017년 10월 21일 공개 예정. 감독·각본은 후쿠다 유이치, 주연은 야마자키 켄토.

#### 등장 인물 (영화)
- 사이키 쿠스오 - 야마자키 켄토
- 테루하시 코코미 - 하시모토 칸나
- 넨도 리키 - 아라이 히로후미
- 하이로 키네시 - 카사하라 히데유키
- 카이토 슌 - 요시자와 료
- 쿠보야스 아렌 - 카쿠 켄토
- 초노 우료 - 무로 츠요시
- 칸다 힌스케 (PK학원 교장) - 사토 지로

#### 스테프 (영화)
- 원작 - 아소 슈이치
- 감독 · 각본 - 후쿠다 유이치
- 제작 프로덕션 - 플러스 디
- 제작 - 2017 영화〈사이키 쿠스오의 재난〉 제작위원회

리뷰
사이키 쿠스오는 가볍게 즐기기 좋은 애니메이션이다. 학원물로서 매 화마다 가벼운 주제를 다루지만, 그 내용이 경박하거나 천박하지 않으며 피식 하고 웃음이 나오는 매력을 가지고 있다.
매 등장인물들의 캐릭터성이 확실하고 이른바 ‘밸런스 붕괴’가 되지 않기 때문에 더 재미있다. 단점이 있다면 만화가 완결했기 때문에 더 이상 애니메이션이 제작되지 않을 것이라는 것이다.